# Ingiustificato arricchimento
(Sesto Pomponio, D. 50 17.206)
L'ingiustificato arricchimento o arricchimento senza causa è un vantaggio di natura patrimoniale conseguito da un soggetto a danno di un altro, senza che il primo abbia titolo ad ottenerlo a spese del secondo in virtù di un negozio giuridico o altra fonte di obbligazioni. La fattispecie può ricorrere anche senza attività dell'arricchito, che potrebbe persino ignorare di trovarsi in una situazione del genere. Essa comporta l'obbligazione per l'arricchito di restituire al danneggiato quanto ottenuto senza causa.
L'istituto giuridico dell'arricchimento senza causa è presente nella generalità degli ordinamenti giuridici. Nell'ordinamento italiano l'art 2041 del Codice civile contiene una clausola generale con il divieto di arricchirsi senza causa a spese altrui; la sua portata, però, viene drasticamente ridimensionata dall'articolo successivo, che attribuisce all'azione carattere sussidiario, potendo essere utilizzata solo in mancanza di altra tutela.

## Evoluzione storica
Il principio che vieta di arricchirsi senza causa a spese di un altro risale al diritto romano; già il giurista Sesto Pomponio lo aveva enunciato in termini generali con una massima riportata nel Digesto: "Jure naturae aequum est neminem cum alterius detrimento et iniura fieri locupletiorem" ("Per diritto di natura è equo che nessuno possa arricchirsi a danno di un altro e in difformità dal diritto").
Il diritto romano, però, non arrivò mai ad elaborare una figura generale di arricchimento senza causa, così come, del resto, non elaborò mai una figura generale di contratto o d'illecito civile extracontrattuale, contemplando, invece, una pluralità di azioni, l'una diversa dall'altra per presupposti e conseguenze. La più antica è, indubbiamente, quella di ripetizione dell'indebito (condictio indebiti), sorta per porre rimedio al fatto che, data l'astrattezza dei modi di trasferimento della proprietà caratteristica del diritto romano, il trasferimento stesso si verificava anche in difetto dell'obbligazione a porlo in essere; furono, quindi, estesi alla fattispecie gli effetti tipici del contratto di mutuo, imponendo l'obbligo di restituzione a chi aveva ricevuto la prestazione non dovuta. In seguito si aggiunsero l'azione per gestione di affari altrui (negotiorum gestio), che consentiva l'estensione degli effetti del contratto di mandato a casi in cui una persona aveva svolto attività nell'interesse di un'altra, in situazioni di emergenza, senza suo incarico, e l'actio de in rem verso, concessa contro il paterfamilias che avesse tratto vantaggio della gestione di un affare compiuta da un figlio o uno schiavo senza però onorare gl'impegni assunti da costoro.
Come si è visto, le azioni di ripetizione dell'indebito e per gestione di affari altrui sono state costruite estendendo a fattispecie differenti, seppur in qualche modo assimilabili a quelle di partenza, le discipline di contratti tipici, quali il mutuo e il mandato; di qui la denominazione di quasi contratti sotto la quale, a partire dai tempi delle Istituzioni di Gaio, sono stati ricompresi gli istituti in argomento. Denominazione che avrà molta fortuna, arrivando fino al Code Napoléon e ai codici civili che ad esso si ispireranno, tra i quali quello italiano del 1865, anche se non sarà ripresa dal codice civile tedesco (BGB) e tenderà ad essere abbandonata dalla dottrina e dagli stessi legislatori (tra cui quello del codice civile italiano vigente) nel XX secolo. Anche negli ordinamenti di common law, pur per vie diverse, la denominazione quasi-contract avrà notevole diffusione, almeno fino alla fine del XIX secolo, mentre oggi per riferirsi l'istituto si tende ad usare l'espressione law of restitution (la quale ha, poi, ispirato espressioni come rimedi restitutori, che tendono a diffondersi nella più recente dottrina di civil law).
Nel frattempo il principio generale enunciato da Pomponio era stato ripreso da Ugo Grozio, che lo aveva posto tra le premesse filosofiche al De iure belli ac pacis, la sua fondamentale opera del 1625. Sulla scia di Grozio, la dottrina giusnaturalista fece del principio uno dei capisaldi del diritto privato, assieme al principio neminem laedere, fondamento della responsabilità civile, e al principio pacta sunt servanda, fondamento del diritto dei contratti. In seguito la dottrina ha ricondotto al principio le figure risalenti al diritto romano - ripetizione dell'indebito e gestione di affari altrui - che in quest'ottica divengono nulla più di sue applicazioni particolari. Peraltro, se il legislatore austriaco dell'ABGB e quello francese del Code Napoléon, imitato poi da altri, hanno disciplinato queste figure tradizionali, il cui impiego è stato poi ampliato mediante l'interpretazione estensiva dei presupporti per esperire l'azione, altri legislatori, a partire da quello tedesco del BGB ispirato dalla dottrina pandettistica, hanno introdotto fin dall'inizio una norma generale (come quella del § 812 del BGB) che vieta l'arricchimento ingiustificato a spese altrui.
In Italia il codice civile del 1865, allineandosi al Code Napoléon, aveva disciplinato solo la ripetizione dell'indebito e la gestione di affari altrui, anche se la prevalente dottrina dell'epoca sosteneva l'esistenza di un principio generale implicito che vietava l'arricchimento senza causa. Il codice civile vigente ha, invece, introdotto all'art. 2041 un'azione generale di arricchimento, seppur relegata ad un ruolo sussidiario, che si affianca alla tradizionale disciplina della ripetizione dell'indebito e della gestione d'affari altrui.

## Ordinamento italiano

### Pagamento dell'indebito
La ripetizione dell'indebito è la principale fattispecie di arricchimento ingiustificato ed ha un'autonoma disciplina all'art 2033 c.c.. 
Trattasi della restituzione di una prestazione non dovuta, quindi in cui la causa negoziale manchi, sia venuta meno o non sia realizzabile. Può distinguersi in una prestazione oggettivamente non dovuta oppure effettuata ad un soggetto al quale non si doveva.
La legge non pone limite alla restituzione nel caso di indebito oggettivo, ovvero di una prestazione oggettivamente non dovuta, tanto meno di carattere soggettivo: non è richiesto l'errore del soggetto che ha effettuato la prestazione. Nel caso di indebito soggettivo invece è necessario l'errore sul soggetto cui è stato fatto il pagamento o la prestazione.

### Altre fattispecie
Meno evidenti sono altre tre fattispecie di arricchimento ingiustificato. La prima è quando un soggetto consegue un'utilità altrui senza averne titolo, per propria attività o anche cause naturali (ad esempio avulsione). Questa fattispecie non è regolata da una singola disposizione o norma, ma da vari casi disciplinati singolarmente.
Altro caso è quando un soggetto tragga vantaggio grazie all'attività dello stesso impoverito, evidente nel caso della restituzione di un bene migliorato o che presenti opere: tali regole sono radicate nel regime possessorio ad esempio. 
Infine c'è il pagamento di debiti altrui ad opera di terzi che intervengano spontaneamente per un interesse pratico. In questo caso l'arricchimento ingiustificato risulta nel vantaggio conseguito dal debitore principale che non deve più pagare il debito al creditore ma che comunque dovrà restituire quanto pagato al terzo.

### Illecito esine causa
Molte perplessità sono sorte in dottrina riguardo ai rapporti tra arricchimento ingiustificato e fatto illecito, quindi tutela aquiliana. A ben vedere la diminuzione patrimoniale facilmente si avvicina al danno aquiliano. Ciò che rende differenti le due situazioni è il carattere soggettivo, in quanto chi impoverisce nel danno aquiliano deve avere colpa, dolo o comunque rispondere a criteri oggettivi determinati dalla legge, mentre nell'ingiustificato arricchimento questo non accade, essendo totalmente irrilevante lo status soggettivo del soggetto. Si può subito dire che qualora la diminuzione patrimoniale è arrecata con dolo o colpa, si può richiedere il risarcimento, altrimenti la restituzione per ingiustificato arricchimento.
Tuttavia c'è un'altra significativa differenza: nel caso di ingiustificato arricchimento tra diminuzione patrimoniale e arricchimento ci deve essere una necessaria corrispondenza, mentre nel caso del danno ingiusto i presupposti sono diversissimi. Non è detto che il danneggiante raggiunga un arricchimento, innanzitutto, ed inoltre, fattore importante, basta che il danno sia contra jus.

### L'arricchimento senza causacome "fonte di obbligazione"
L'arricchimento senza causa, disciplinato dagli art. 2041 e 2042 c.c., è da considerarsi a tutti gli effetti, una fonte di obbligazione.
L'art. 1173 c.c., norma di apertura del Libro IV del c.c. (denominato delle obbligazioni), disciplina tre tipologie di fonti di obbligazioni: 
- Contratto (art. 1321 c.c.)
- Fatto Illecito (art. 2043 c.c.)
- Ogni altro atto o fatto idoneo a produrle (obbligazioni) in conformità con l'ordinamento giuridico

È proprio in questa terza categoria di fonti (ogni atto o fatto...), che rientra l'arricchimento senza causa, che ne costituisce una delle figure principali, assieme a gestione d'affari, promessa al pubblico, pagamento d'indebito, titoli di credito, ecc.
È da precisare anche che tale categoria (detta anche categoria contenitore), è caratterizzata dal principio dell'atipicità, sicché l'elenco di cui sopra, deve considerarsi solo a scopi esemplificativi, in quanto la suddetta categoria, non è composta da un numerus clausus di figure tipiche, ma è bensì composta da una serie teoricamente infinita di fattispecie.